# Carné de paso y aduana
El carné de paso y aduana, también conocido como cuaderno CPD, por su nombre original en francés Carnet de Passages en Douane (CPD) es un documento aduanero que garantiza el pago de los aranceles aduaneros en caso de que un vehículo, en importación temporal, no sea reexportado. En algunos países es necesario para la importación temporal —usualmente debida al turismo o al transporte de mercancías—. Es similar al cuaderno ATA para mercancías en importación temporal (menos de un año).

## Ventajas y función
Este carné permite a los viajeros importar temporalmente el vehículo sin tener que depositar un aval bancario en cada una de las fronteras. Básicamente, el carné es una garantía internacional por el total de los aranceles, en caso de que el vehículo no sea reexportado a su país de origen.
En el caso de España el carné de paso y aduana lo expide exclusivamente el RACE. Para la obtención del documento es necesario presentar un aval bancario por el valor aproximado del vehículo. El valor mínimo es de 2780 euros. Una vez conseguido el aval, este se entrega al organismo emisor del carné de paso y aduana, el RACE, el cual lo custodia hasta la devolución del carné debidamente sellado. La emisión del carné de paso y aduana tiene un coste aproximado de 230 euros. Las entidades bancarias suelen cobrar una cifra cercana a los 100 euros por la emisión del aval, independientemente del valor del mismo.
La simple devolución del carné no implica la recuperación automática del aval. Para recuperar el aval el carné debe llevar estampados los sellos oficiales de entrada y salida de al menos el último país recorrido. Un carné con un sello de entrada pero sin el correspondiente sello de salida implica la pérdida del aval bancario y, por consiguiente, del dinero bloqueado por el aval.
Asimismo, el robo, pérdida o deterioro del cuaderno CPD suele implicar la pérdida total del aval. Incluso cuando fuera imposible reexportar el vehículo —bien sea por robo, incendio, accidente u otra causa de fuerza mayor— el titular del carné debe presentarlo a las autoridades aduaneras del país para que estampen los sellos pertinentes.

## Países donde es obligatorio el cuaderno CPD[1][2]
| Países en los que el CDP es obligatorio                                                                                               | Países en los el CDP no es necesario                                           |
| --- | ------------------------------------------------------------------------------ |

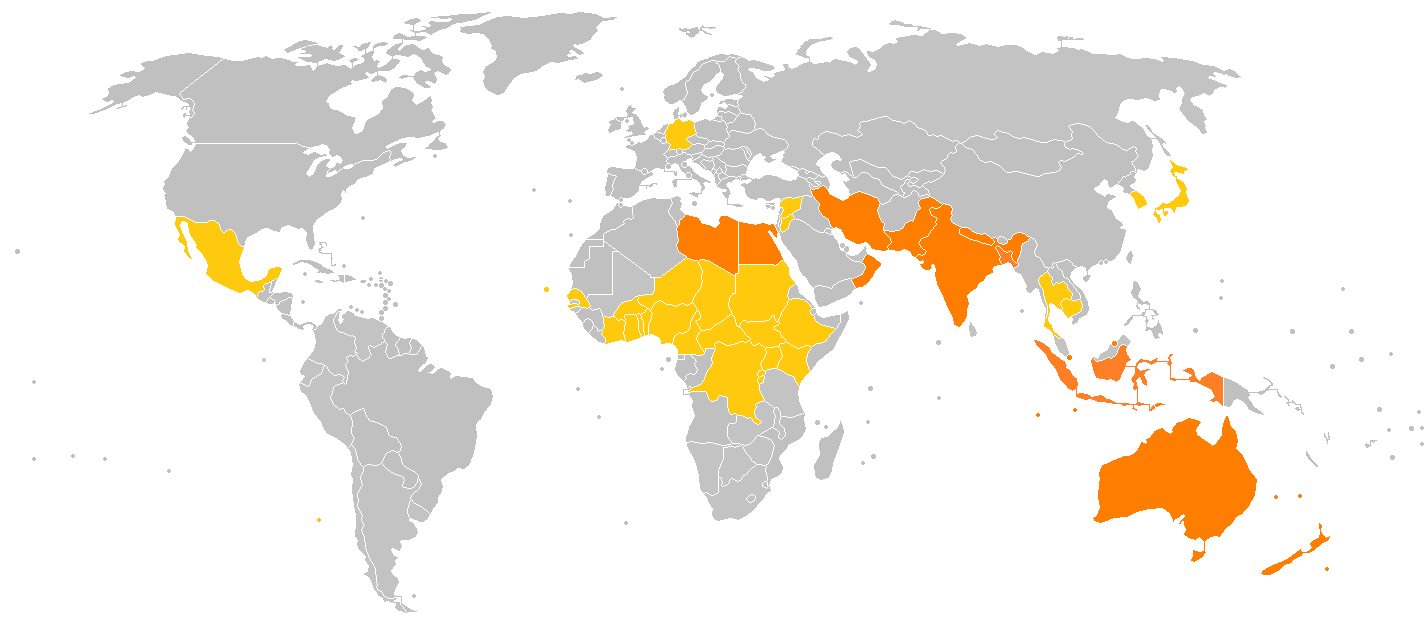
Países donde se utiliza el cuaderno CPD.
Carné obligatorio
Carné recomendado
El carné no es necesario

| - Australia - Bangladés - Egipto - India - Indonesia - Irán - Libia - Malasia - Nueva Zelanda - Omán - Pakistán - Senegal - Sudáfrica | - Todos los países de la Unión Europea - Todos los países de América del Norte |

## Documentos necesarios para la expedición
1. Fotocopia del permiso de circulación del vehículo.
2. Fotocopia del ficha técnica.
3. Fotocopia del documento de identidad[Nota 3] del titular del vehículo.
4. Impreso de solicitud.
5. Aval bancario de validez indefinida. (El importe del aval bancario depende del valor venal del vehículo. En España, se toma como referencia la valoración de GANVAM, Asociación Nacional de Vendedores de Vehículos a Motor, Reparación y Recambios)

## Tipos de vehículos cubiertos
- Motos
- Automóviles privados
- Vehículos comerciales
- Otras categorías de vehículos a motor:
  - Caravanas
  - Coches de carreras
  - Minibús, etc

## Otras características
- No se expiden carnés de paso y aduana (Cuaderno CPD) a vehículos con matrícula extranjera.
- Cada vez que el vehículo entre o salga de un país en el que se requiere el carné, la aduana debe estampar el sello de entrada/salida.
- Este documento debe devolverse al Real Automóvil Club de España inmediatamente después de su fecha de caducidad, o antes si dejara de ser necesario.
- El incumplimiento de estos requisitos puede más tarde ocasionar molestias e incluso importantes desembolsos económicos, en virtud del compromiso firmado en la solicitud del carné, impidiendo la devolución del aval bancario.

## Expedición del documento
Actualmente la expedición de dicho documento en España se realiza a través de la oficina institucional de RACE.
C/ Eloy Gonzalo, 32 
28010 Madrid 
Tel: 91 594 73 00